# 179 هـ
179 هـ هي سنة في التقويم الهجري امتدت مقابلةً في التقويم الميلادي بين سنتي 795 و796.

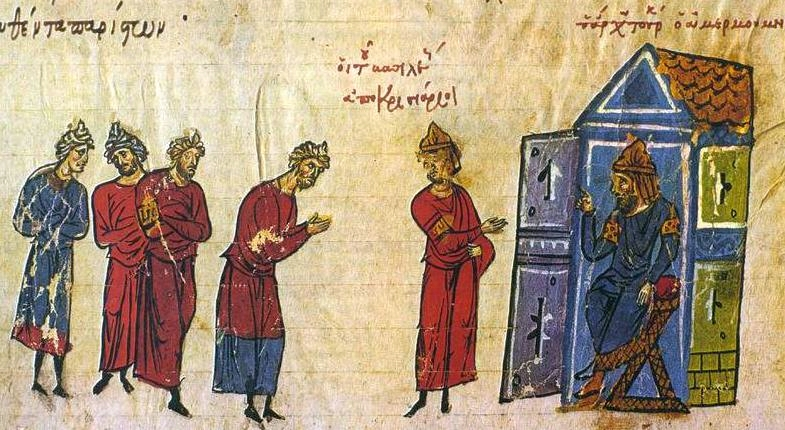
المعتصم بالله

## مواليد
- أبو إسحاق محمد المعتصم بالله
- أبو عبد الله المغربي
- ذو النون المصري

## وفيات
- حماد بن زيد
- مالك بن أنس